# Papežská konzistoř

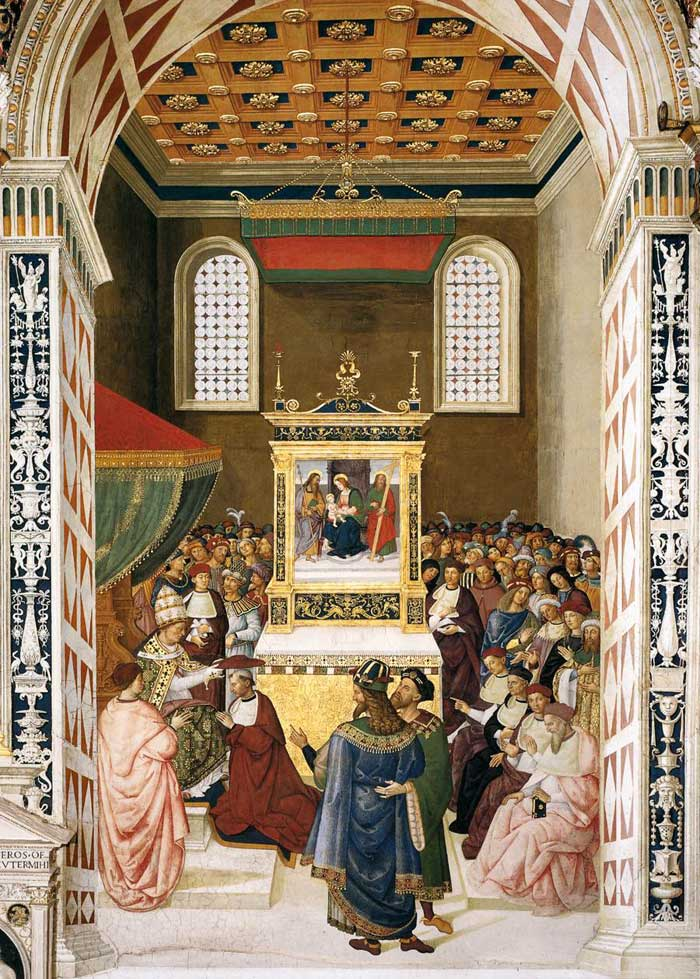
Kalixt III. nasazuje nově jmenovanému kardinálovi červený klobouk

Papežská konzistoř je označení pro zasedání sboru kardinálů, které svolává papež do Říma a které se koná za jeho předsednictví (kánon 353 CIC). Rozlišují se konzistoře řádné, jichž se musí zúčastnit alespoň kardinálové pobývající v Římě, a mimořádné, na niž je povinná účast všech kardinálů.

## Jmenování kardinálů
Na konzistoři (před sborem kardinálů) jsou také vyhlašována rozhodnutí o jmenování nových kardinálů, ačkoliv jejich nominace bývají oznamovány v předstihu. Při svém jmenování obdrží kardinál jmenovací dekret, kardinálský biret (namísto dříve udělovaného kardinálského klobouku zvaného galero, praxe před druhým vatikánským koncilem) a kardinálský prsten.